# Деревняки
Деревняки, колодянки або дерев'яне взуття — це взуття, більшою мірою чи цілком виготовлене з дерева. Існує безліч різновидів дерев'яного взуття, залежно від країни, в якій воно зроблене: це і туфлі на підборах, і черевики, і сандалі.

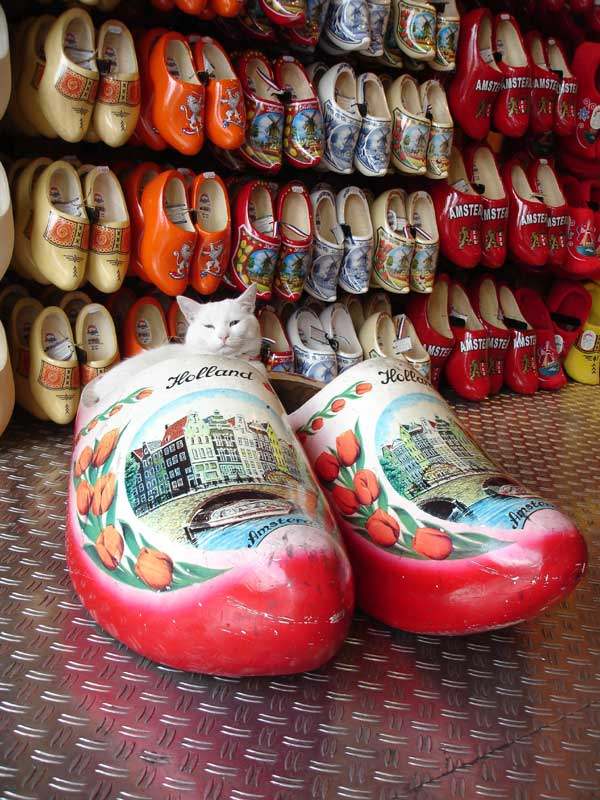
Сувенірні голландські кломпи

## Дерев'яне взуття в Україні
В Україні дерев'яне взуття було відоме під назвами дерев'янки, деревняки, дерев'янці, довбанки, довбанці, колодянці, шкарбани, трепаки, трапаки.
Більш давнім є дерев'яне взуття, видовбане з дерева. Виготовляли й таке, що має лише дерев'яну підошву і шкіряний верх. Дерев'яне взуття було поширене в Україні, зокрема, у бойків у Карпатах, видовбане з дерева — довбанки, довбанці. В інших регіонах України відомі назви: дерев'янки, дерев'янці, колодянки, деревняки та ін. На Волині  таке взуття називали дерев'янкі, трепаки, трапаки, трепи, чуні, кайдани. Воно побутувало у ХІХ столітті на території сучасних Камінь-Каширського, Ковельського, Луцького, Ратнівського, Іваничівського районів Волинської області. Кайдани виготовляли з цілого куска дерева, з низькими «обчасами» (каблуками). У верхній частині часто випалювали дірочки, щоб просунути шнурок та прив'язати довбанки до ноги. Таке взуття підходило для того, щоб ходити по болотистій місцевості, по стерні. На Волині жінки носили шкіряне взуття з дерев'яними підошвами і обчасами — дрепи. Перед взуття прибитий до підошви дротом. З боків зроблені вушка, у які протягують волоки й прив'язують до ноги. До обчасів прибиті підківки. На Закарпатті — бочкори. На Полтавщині (с. Дейманівка Пирятинського р-ну) ще у середині XX ст. використовували плоскі калошоподібні «шкарбани» чи «постоли», котрі взимку одягали на чоботи для захисту взуття під час косіння очерету по кризі на річках і ставках. Причиною носіння дерев'яного взуття були злидні. Воно, через твердість і неподатливість, дуже часто спричиняло появу мозолів, кривавих ран.

## Взуття із дерева в інших країнах
У народів Європи відомі традиційні дерев'яні черевики, такі як тре́скури, сабо́, кломпи, клоґи (швед. träskor, однина träsko, фр. sabots, нід. klompen, однина klomp, англ. clogs). Країни і географічні райони, в яких поширене дерев'яне взуття, це перш за все Швеція, Данія, Нідерланди, Бельгія, Галісія, Кантабрія, Литва. Зазвичай такі черевики використовувалися робітниками та селянами як зручне і дешеве взуття на фабриках, шахтах, фермах. Черевики з дерев'яними підошвами у Швеції дотепер продають і носять у селах або на пляжі.
У Франції дерев'яні черевики називаються «сабо», у Великій Британії — «клоґ», в Нідерландах — «кломпи», в Литві — «клумпес». Традиційно їх виготовляють з різних видів деревини — з верби, тополі, берези, бука та ін. порід.

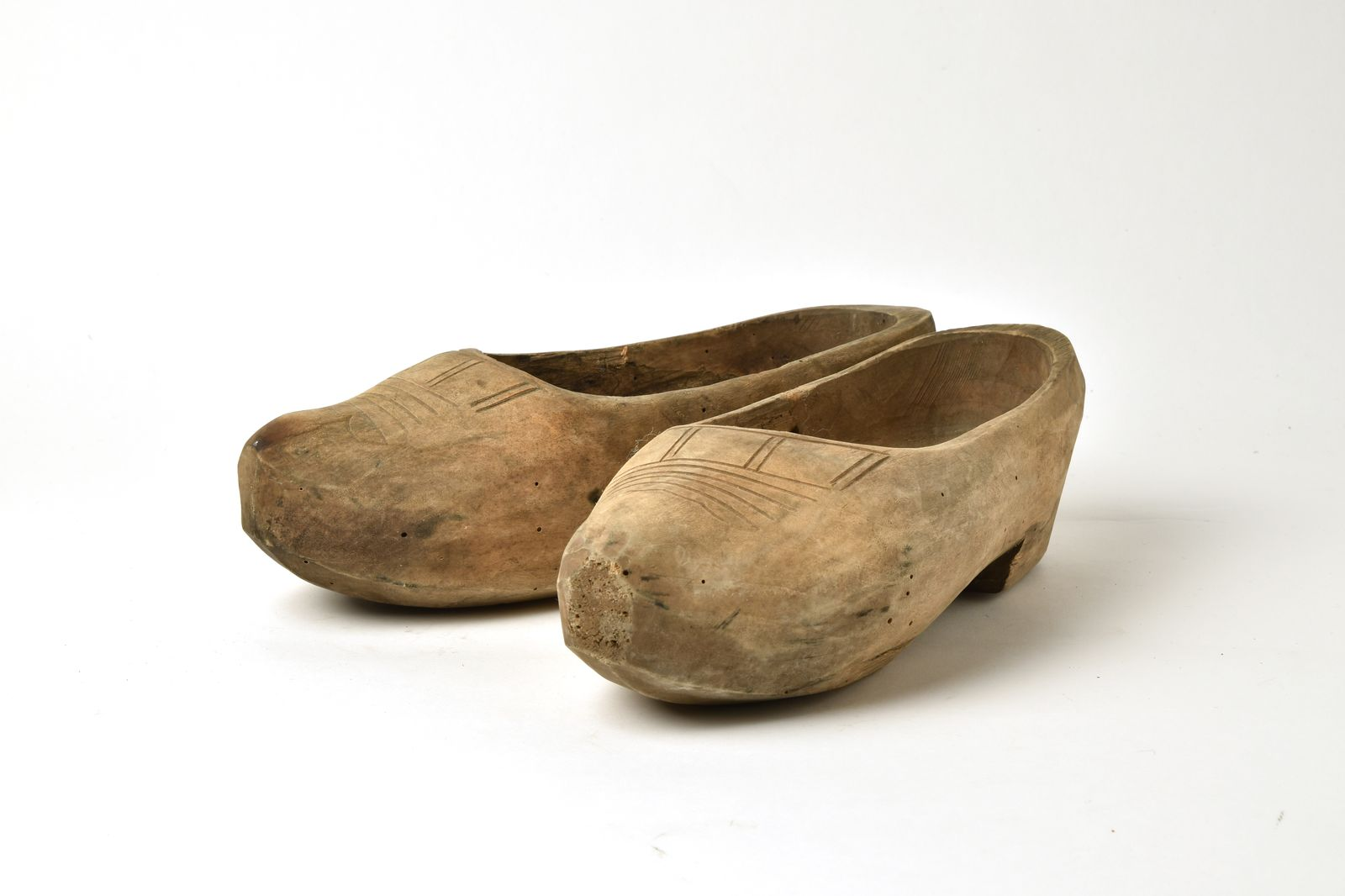
Нідерландські кломпи

- Зараз називають так не тільки традиційні дерев'яні черевики, але і просто вид взуття без задника на високій підошві. Вони найчастіше зроблені зі шкіри та інших сучасних матеріалів. Але іноді, для любителів цієї форми взуття існують гібридні варіанти типу сандалів з дерев'яною підошвою і м'яким верхом. Вони зроблені цілком з гуми, найчастіше використовуються як взуття для роботи на садівництві, тому їх зручніше всього мити і сушити.
- Існують також спеціальний вид дерев'яного взуття для танців: трескур, сабо, кломп, «клоґґінґу» (від — «клоґ»). Вони схожі зі взуттям для виконання чечітки, але по іншому звучать.
- Дерев'яний черевик використовувався анархістами як символ політичної боротьби в XIX і початку XX століття. Саме слово «саботаж» походить від французької назви дерев'яного черевика «сабо». І так називалася тактика голландських профспілкових діячів, які кидали дерев'яні черевики в механізми фабричних верстатів, викликаючи тим самим зупинку роботи. В наші дні це взуття є одним із символів Північної Європи і популярне як сувенір.

## Галерея

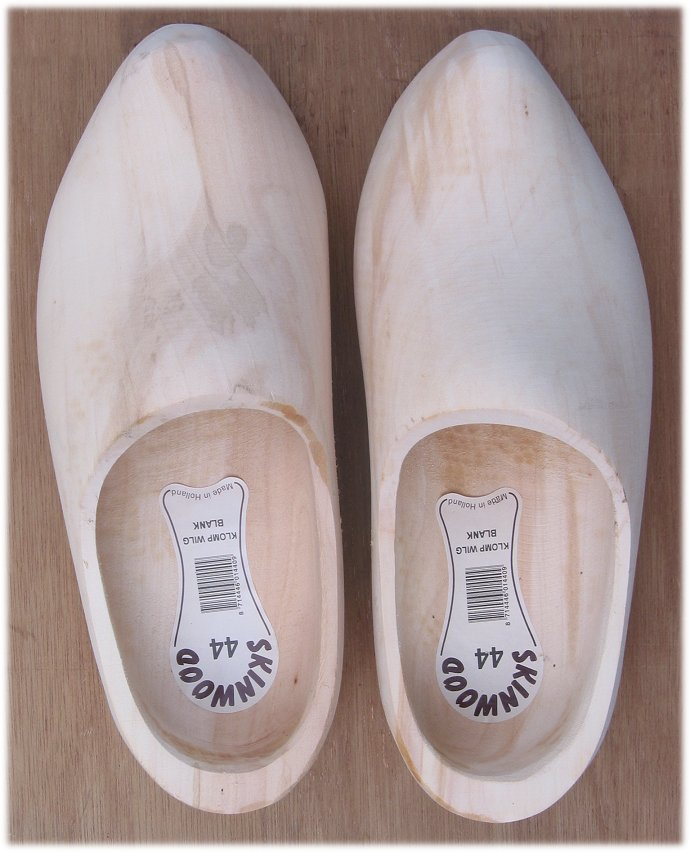
Голландський трескур (сабо, клоґ, кломп)
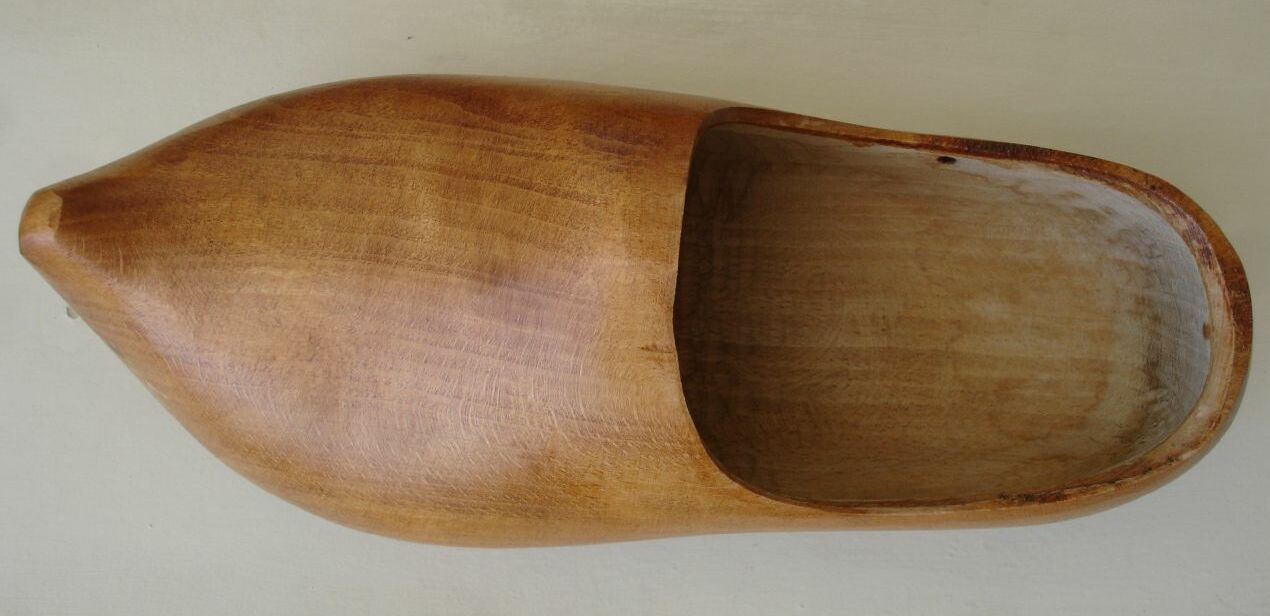
Кломпи, трескур, сабо, клоґ
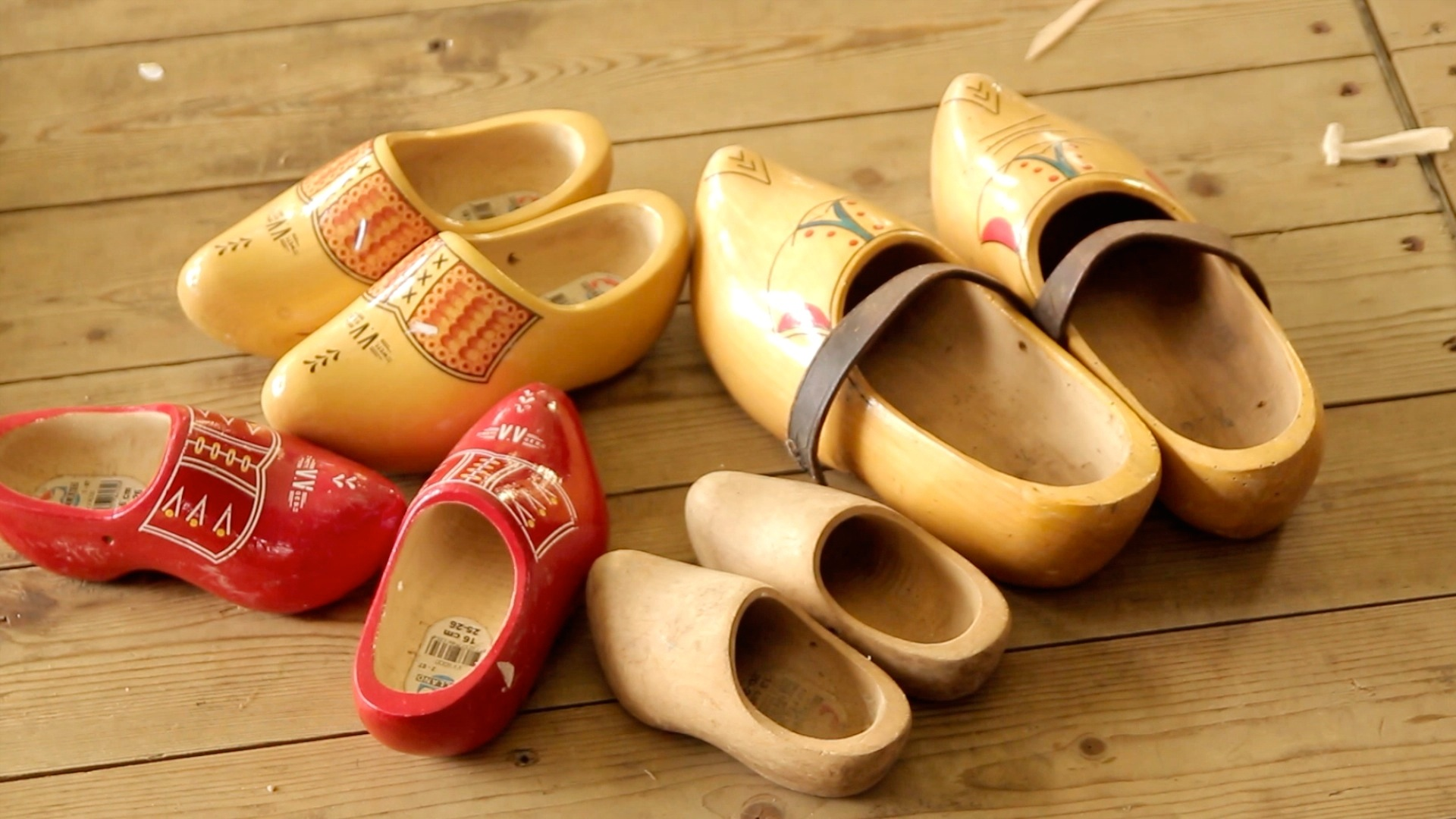
Трескур з національним візерунком
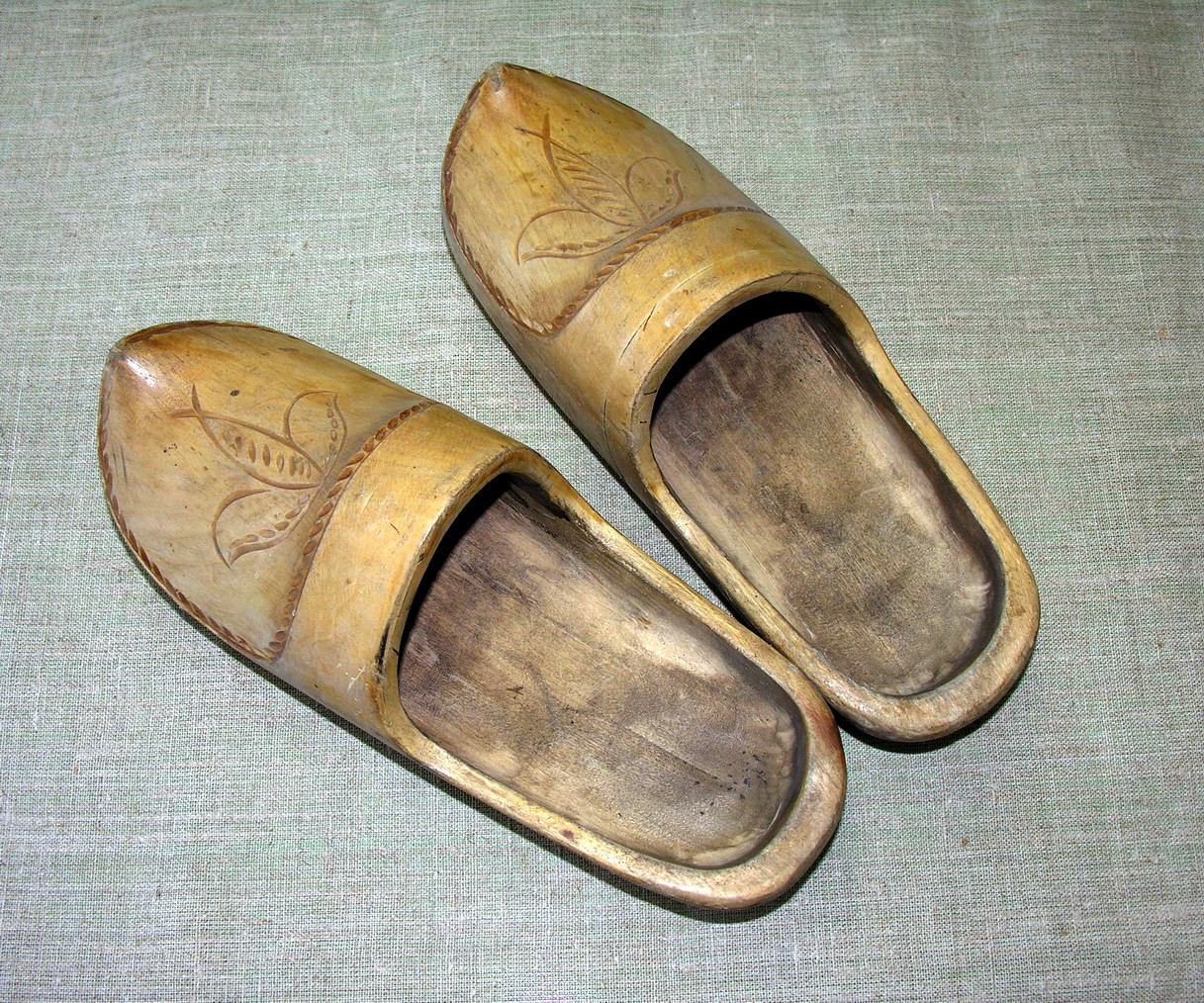
Литовські клумпес
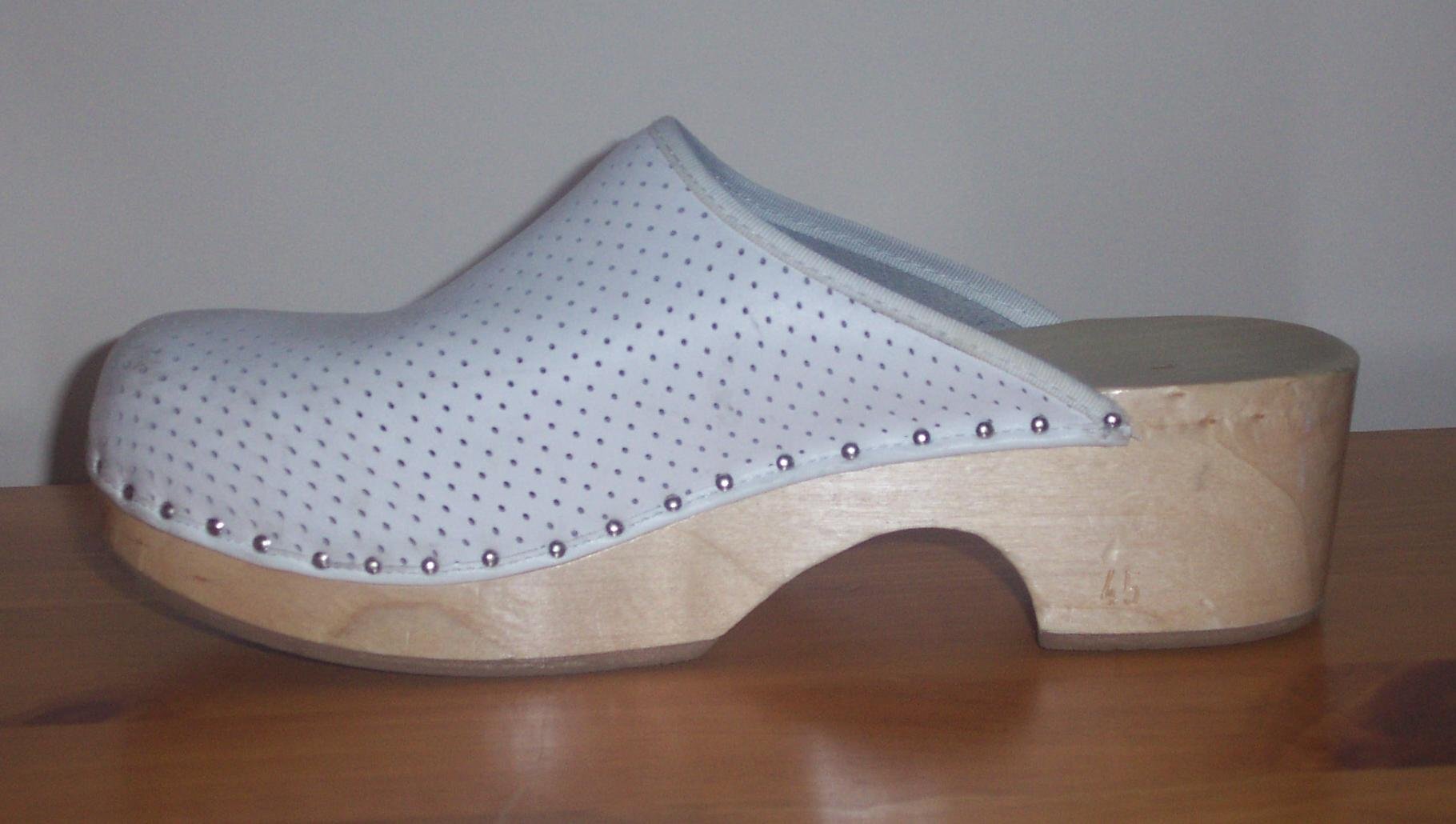
Шведські сабо «trätoffla» (німецька компанія «Berkemann»)
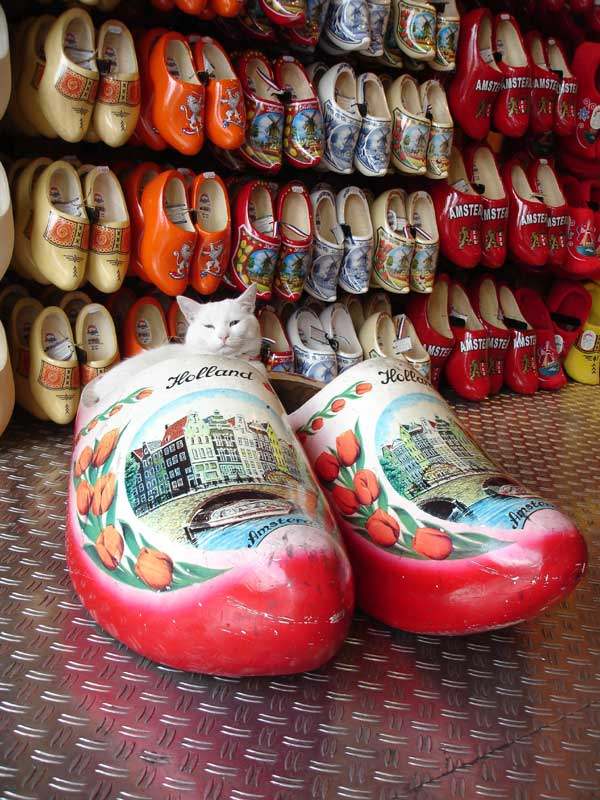
Сувенірні нідерландські кломпи
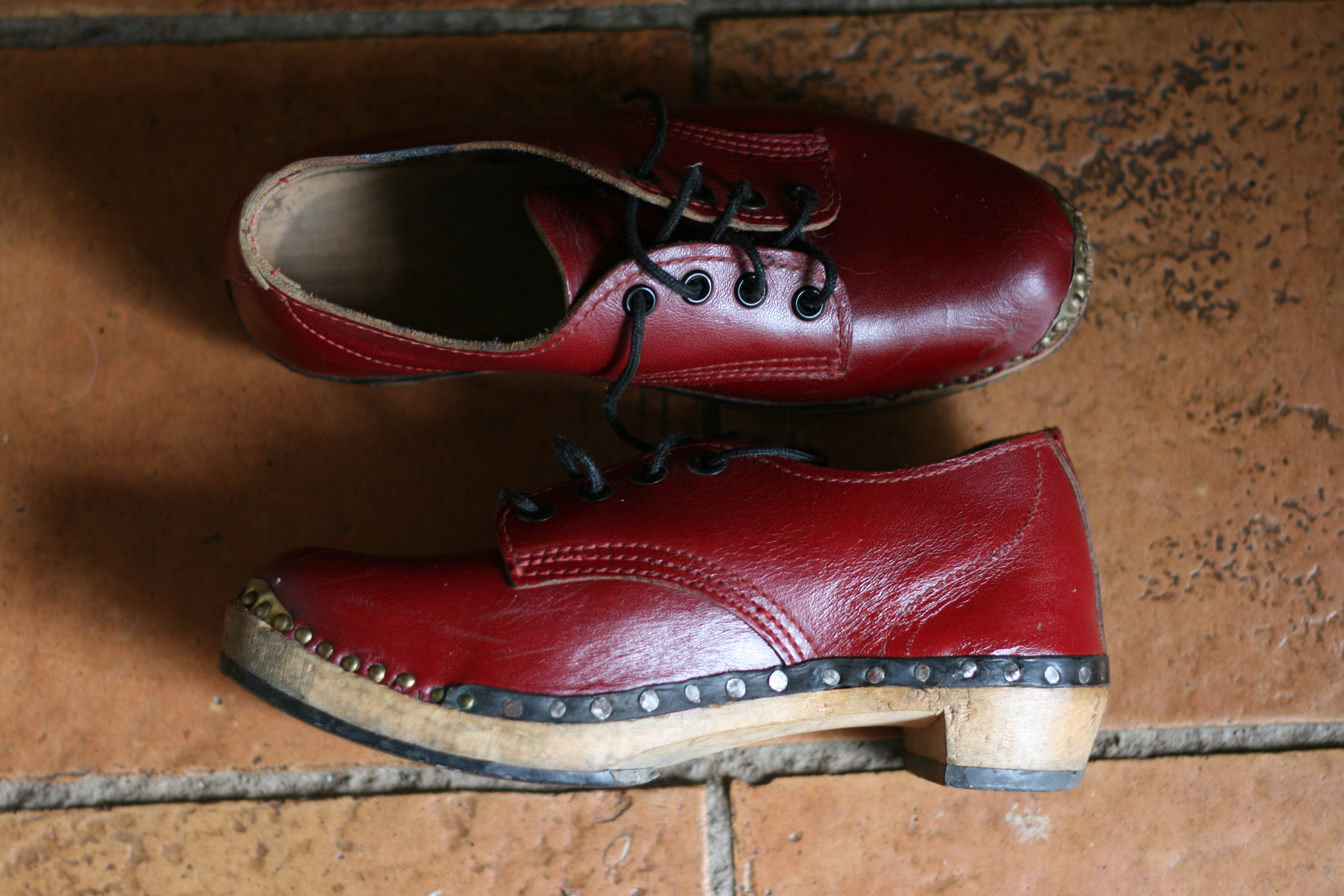
Англійські черевики з дерев'яною підошвою
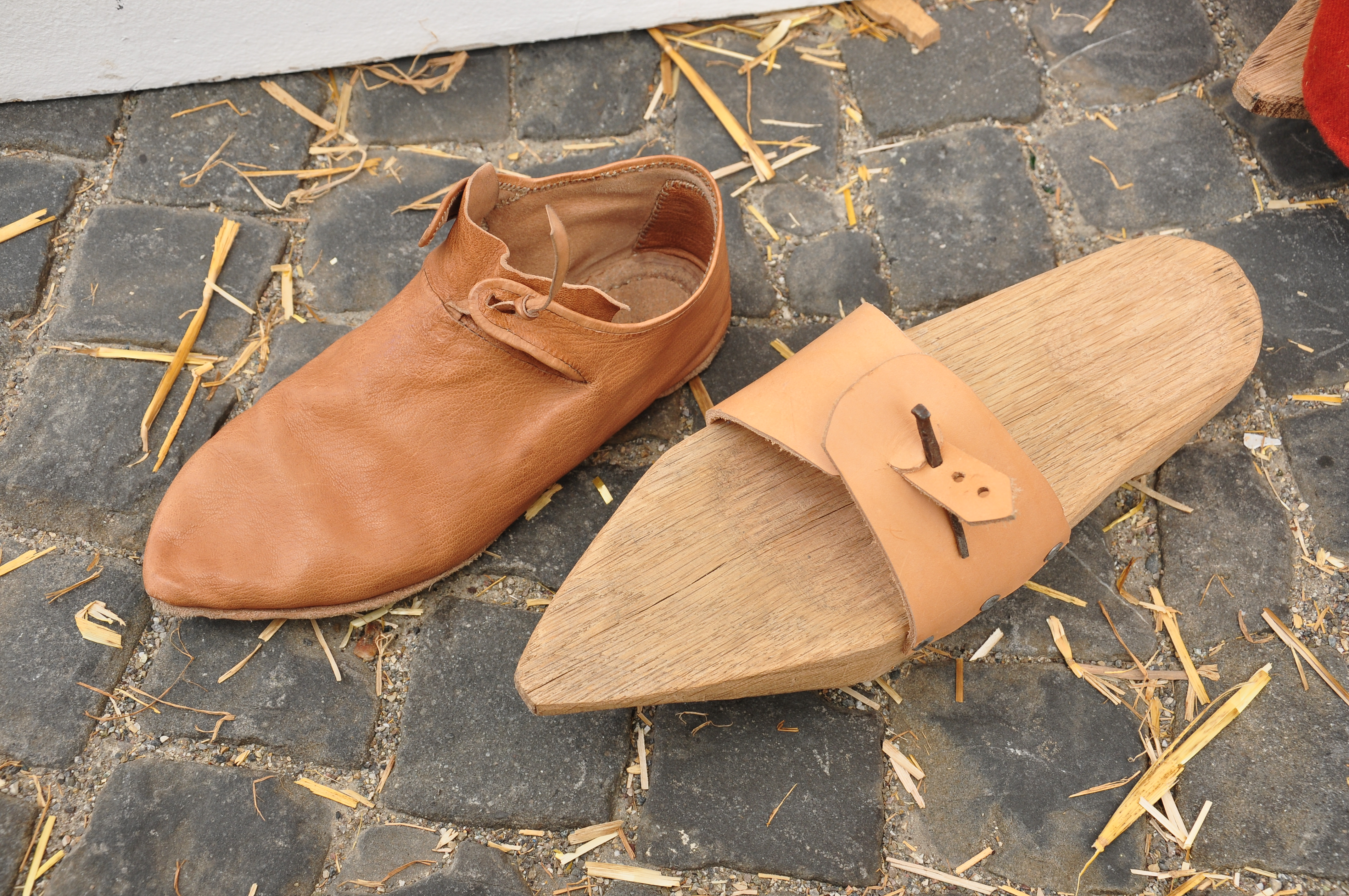
Шкіряне взуття з дерев'яною підошвою (реконструкція з німецького середньовіччя)
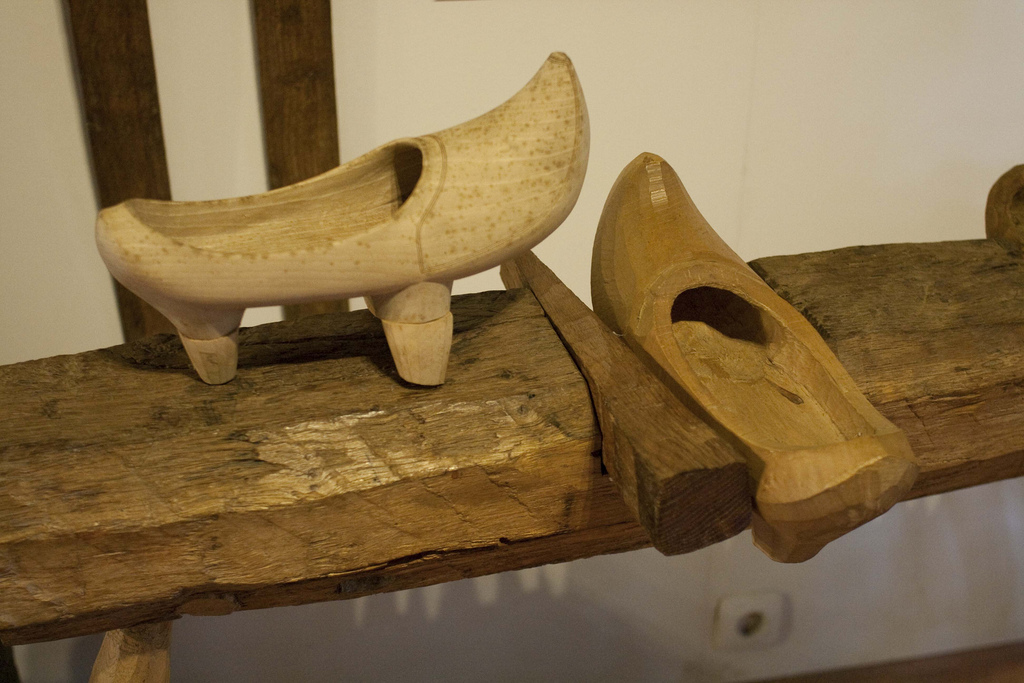
Сабо (іспанський етнографічний музей в Кантабрії).